# Période des Cinq Dynasties et des Dix Royaumes
907–979
Entités précédentes :
- dynastie Tang

Entités suivantes :
- dynastie Song

La période des Cinq Dynasties et des Dix Royaumes (chinois simplifié : 五代十国 ; chinois traditionnel : 五代十國 ; pinyin : Wǔdài Shíguó) est une ère de bouleversement politique en Chine entre 907 et 979, faisant suite à la chute de la dynastie Tang et précédant la dynastie Song. Durant cette période, cinq dynasties se succèdent rapidement dans le nord de la Chine, pendant que plus de douze États indépendants sont fondés principalement dans le sud.
Traditionnellement, seulement dix royaumes sont répertoriés. Certains historiens, comme Bo Yang, comptent 11 royaumes en incorporant les États de Yan et Qi, mais en excluant les Han du Nord, considérés comme la continuation des Han postérieurs. Cette époque aboutit également à la fondation de la dynastie Liao dans le Nord de la Chine.
Les Cinq Dynasties sont :
- Liang postérieurs (1er juin 907–923)
- Tang postérieurs (923–936)
- Jin postérieurs (936–947)
- Han postérieurs (947–951 ou 979, si les Han du Nord sont considérés comme faisant partie de la dynastie)
- Zhou postérieurs (951–960)

Les Dix Royaumes sont :
- Wu (907–937)
- Wuyue (907–978)
- Min (909–945)
- Chu (907–951)
- Han du Sud (917–971)
- Shu antérieurs (907–925)
- Shu postérieurs (934–965)
- Jingnan (924–963)
- Tang du Sud (937–975)
- Han du Nord (951–979)

D'autres régimes sont répertoriés : Yan, Qi, Zhao (en), Yiwu Jiedushi, Dingnan Jiedushi (en), Wuping Jiedushi, Dingnan Jiedushi (en), Yin (en), Ganzhou, Shazhou, Liangzhou (en).

## Cartes des Cinq Dynasties

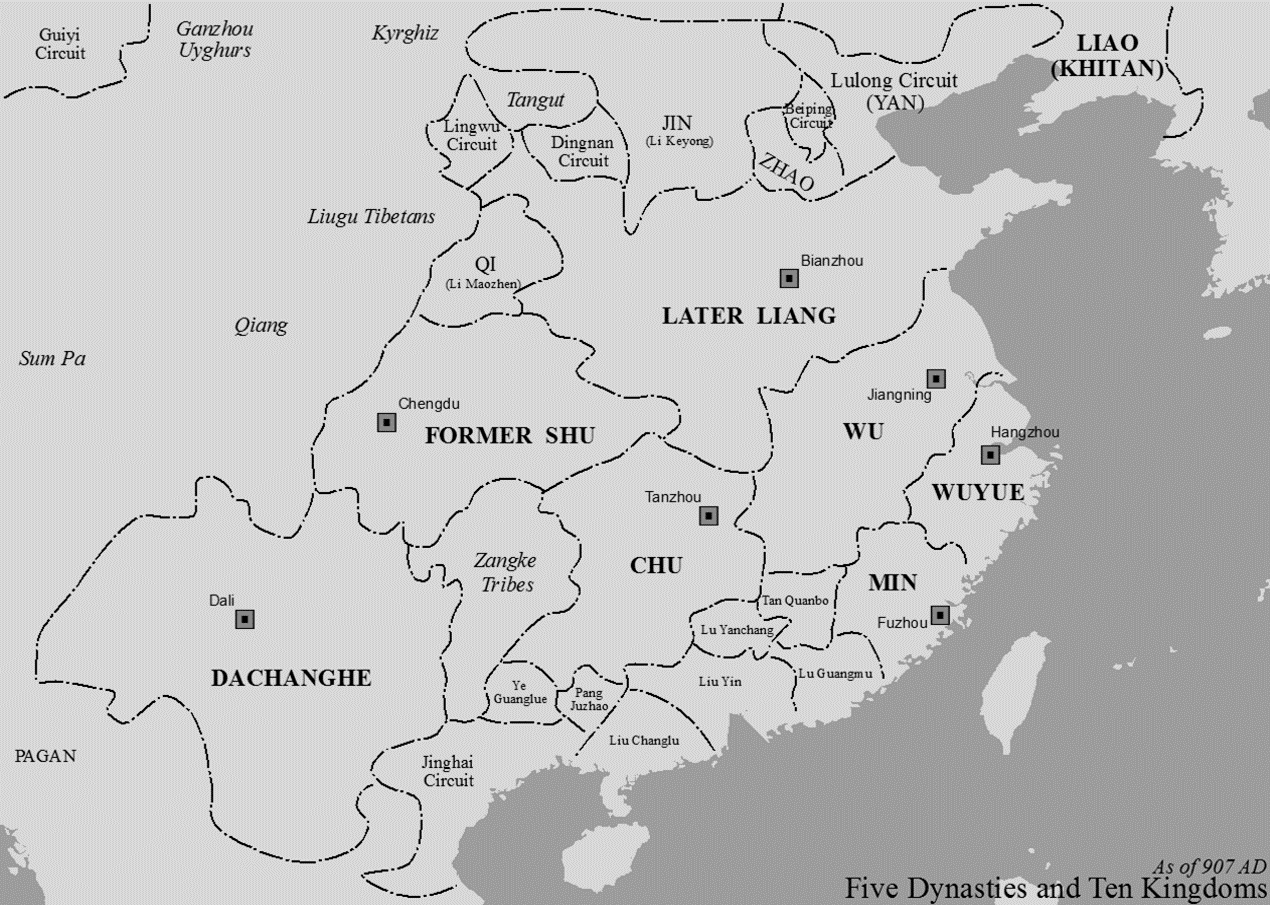
Liang postérieurs en 907
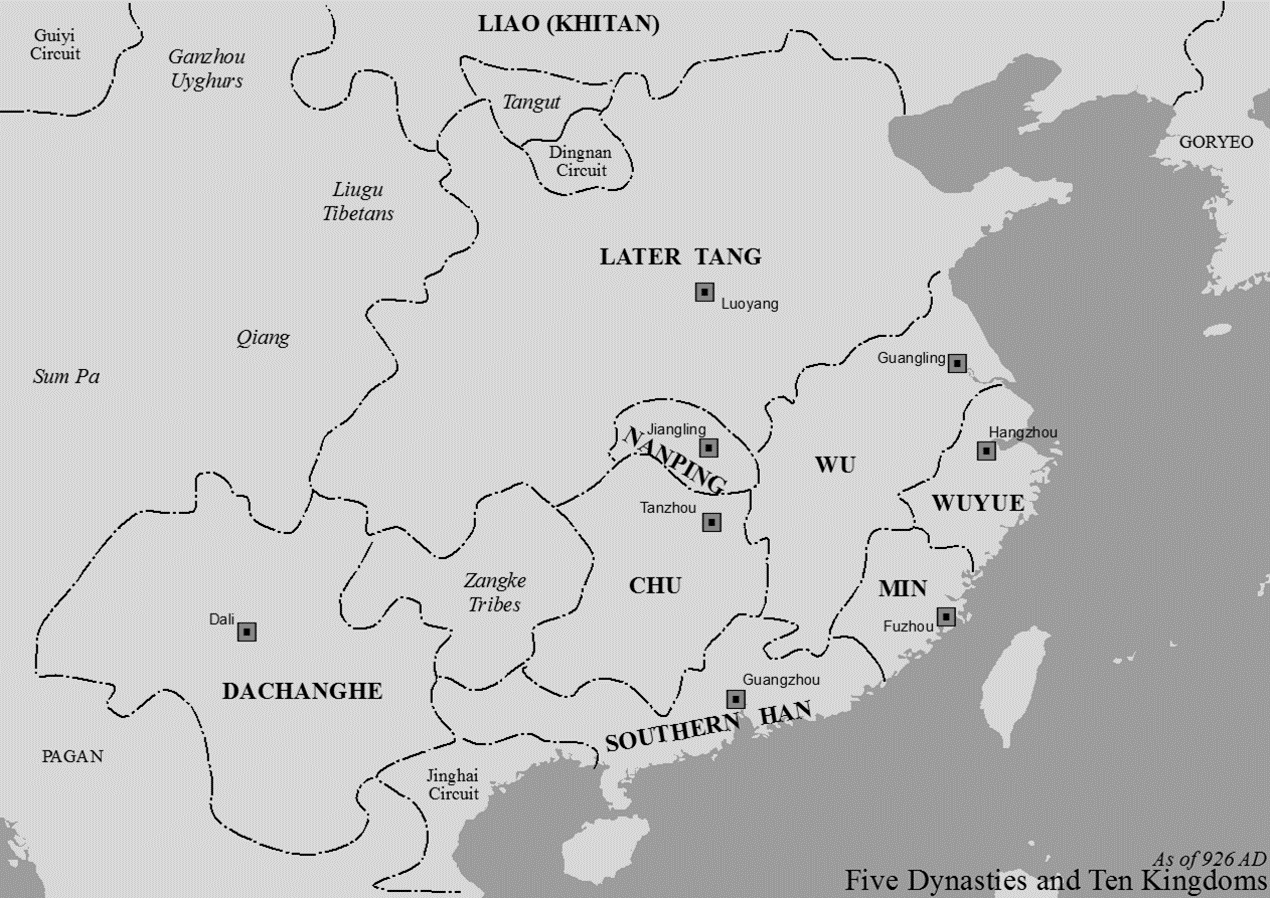
Tang postérieurs en 926
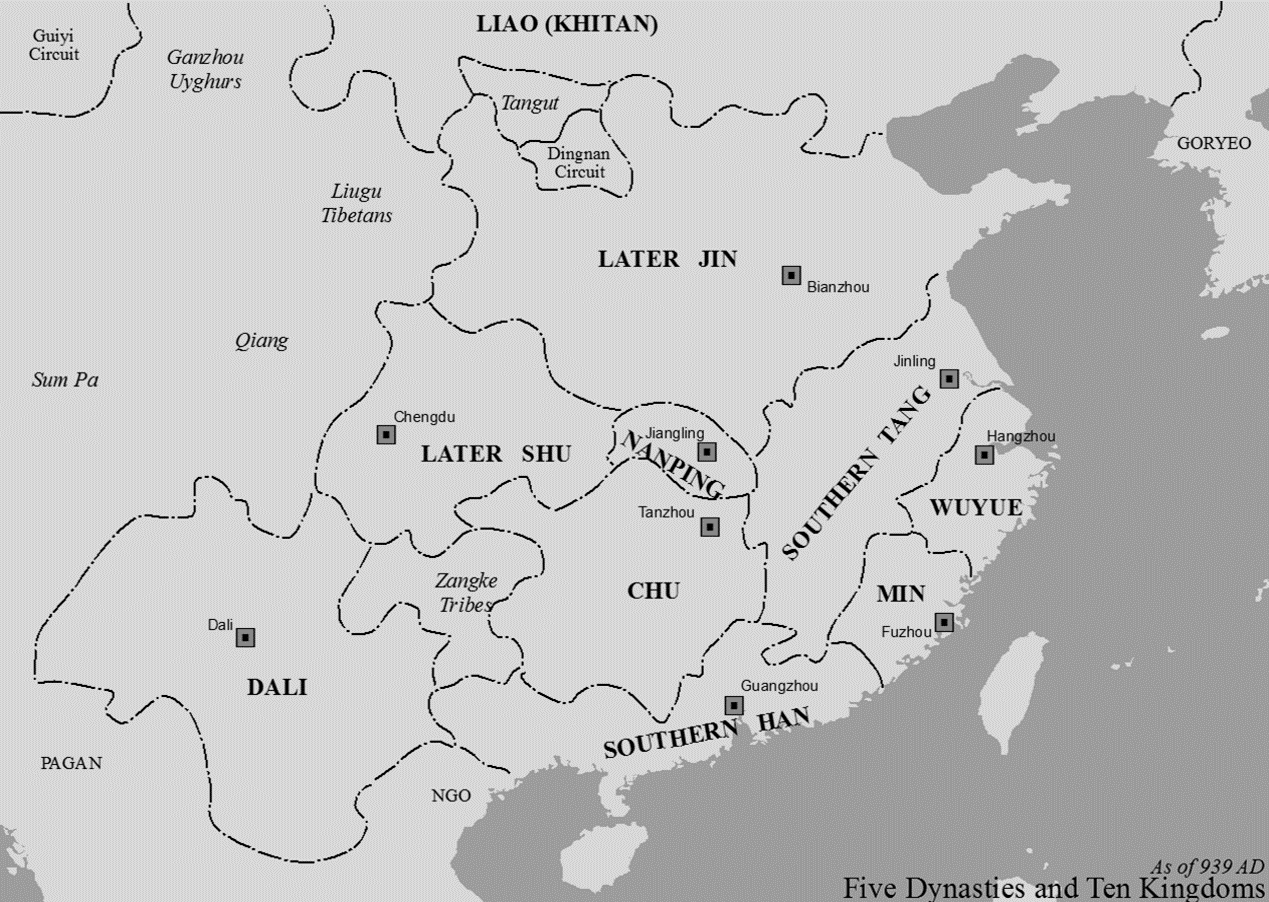
Jin postérieurs en 939
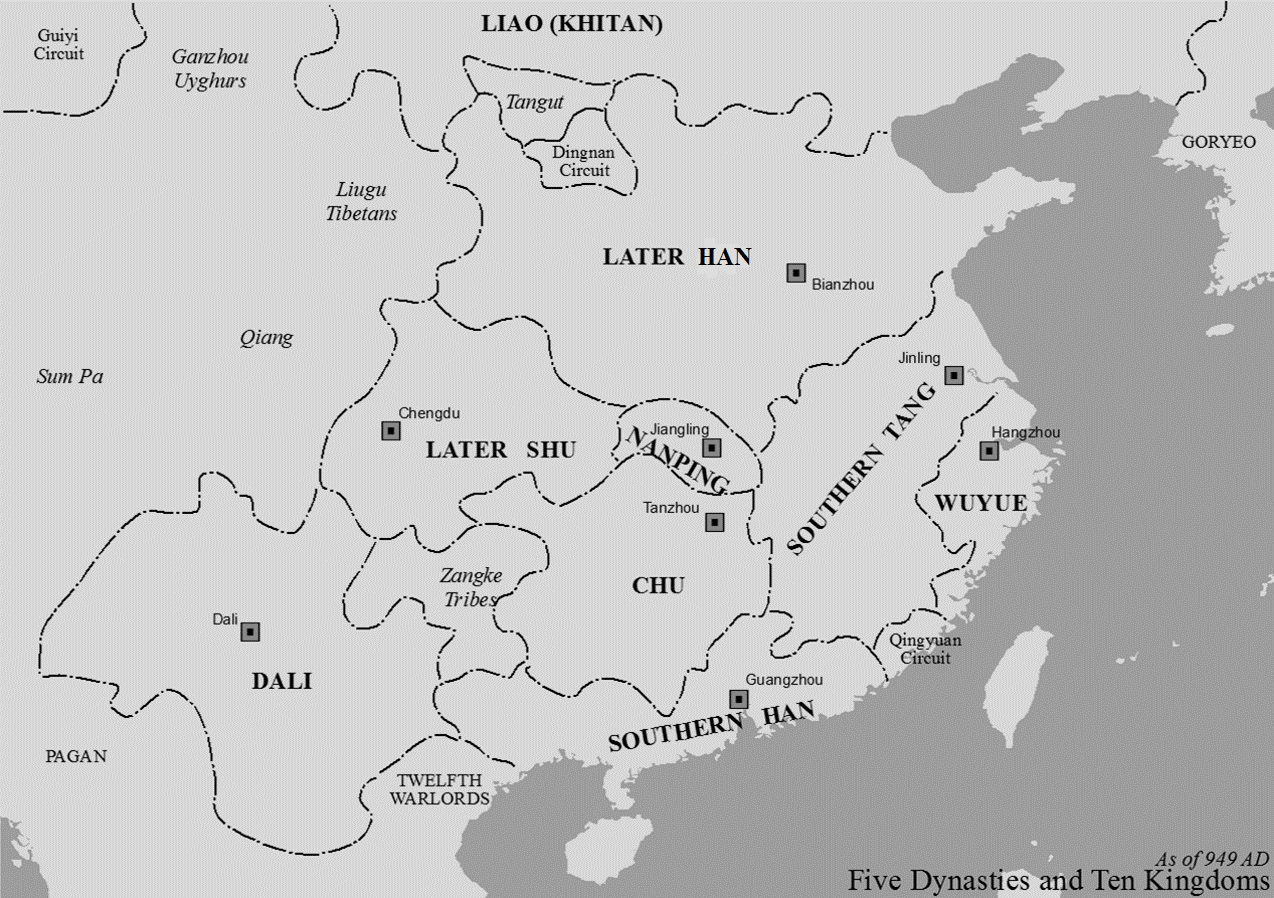
Han postérieurs en 949
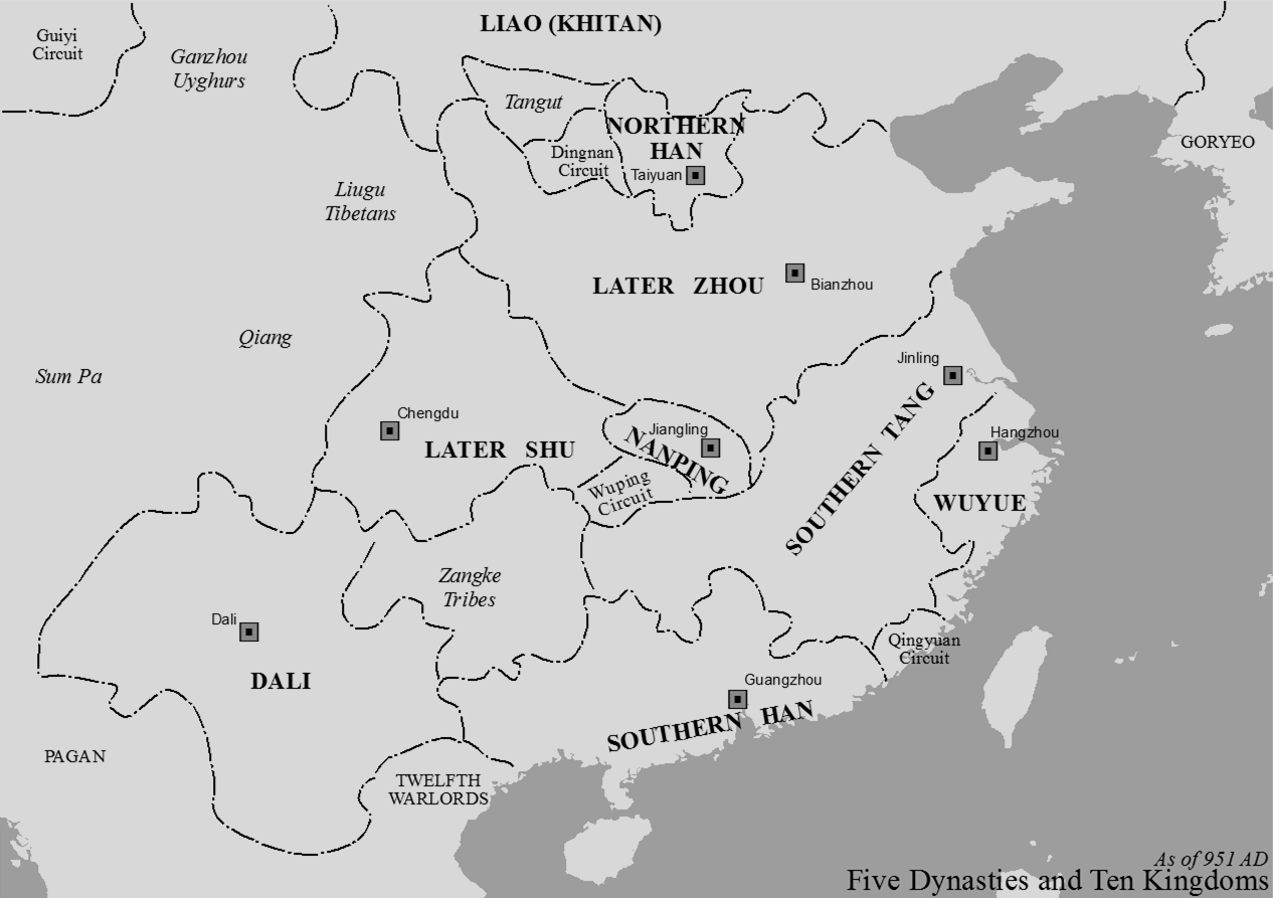
Zhou postérieurs en 951

## Contexte
À la fin de la dynastie Tang, le gouvernement impérial donne de plus en plus de pouvoir aux jiedushi, les gouverneurs militaires régionaux. La rébellion de Huang Chao affaiblit un peu plus le pouvoir impérial et au début du Xe siècle les jiedushi obtiennent de facto l'indépendance de leurs territoires. Durant les dernières décennies de la dynastie, ils ne sont même plus nommés par la Cour Impériale, mais transmettent leur poste de manière héréditaire, du père au fils ou du patron à son protégé. Ils créent leurs propres armées, qui rivalisent avec, ou surclassent, la garde de l'empereur et amassent des richesses colossales, comme en témoignent les tombes somptueuses qu'ils se font construire. Ces changement mènent à la chute finale des Tang et inaugurent la période des Cinq Dynasties et des Dix Royaumes.
Voici les principaux jiedushi de l'époque :

### Chine du Nord
- Zhu Wen à Bianzhou (actuellement Kaifeng, province du Henan), fondateur de la dynastie des Liang postérieurs
- Li Keyong et Li Cunxu à Taiyuan (actuellement Taiyuan, province du Shanxi), fondateurs de la dynastie des Tang postérieurs
- Liu Rengong et Liu Shouguang à Youzhou (actuellement Pékin), fondateur de Yan
- Li Maozhen à Fengxiang (actuellement xian de Fengxiang, province du Shaanxi), fondateur de Qi
- Luo Shaowei à Weibo (actuellement xian de Daming, province du Hebei)
- Wang Rong à Zhenzhou (actuellement xian de Zhengding, province du Hebei)
- Wang Chuzhi à Dingzhou (actuellement Dingzhou, province du Hebei)

### Chine du Sud
- Yang Xingmi à Yangzhou (province du Jiangsu), fondateur de Wu
- Qian Liu à Hangzhou (province du Zhejiang), fondateur de Wuyue
- Ma Yin à Tanzhou (actuellement Changsha, province du Hunan), fondateur de Chu
- Wang Shenzhi à Fuzhou (province du Fujian), fondateur de Min
- Liu Yin à Guangzhou (province du Guangdong), fondateur des Han du Sud
- Wang Jian à Chengdu (province du Sichuan), fondateur des Shu antérieurs

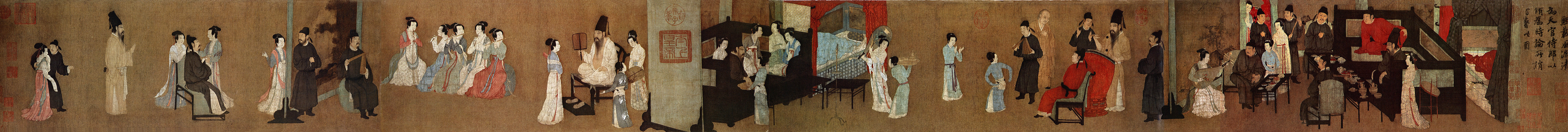
Festivités nocturnes de Han Xizai, par Gu Hongzhong, X.

## Chine du Nord

### Dynastie Liang postérieurs
Durant la dynastie Liang, le seigneur de guerre Zhu Wen possède le pouvoir sur la Chine du Nord. Bien qu'il fasse partie de l'armée rebelle de Huang Chao, il joue un rôle crucial dans l'écrasement de cette rébellion. Pour cela, il est récompensé du titre de jiedushi de Xuanwu. En quelques années, il consolide son pouvoir en détruisant ses voisins et en forçant le déménagement de la capitale impériale vers Luoyang, qui se trouve dans sa zone d'influence. En 904, il exécute Tang Zhaozong et fait de son fils de treize ans un souverain qui lui est dévoué. Trois ans plus tard, il force le jeune empereur à abdiquer en sa faveur. Il se proclame empereur, fondant ainsi la dynastie des Liang postérieurs.

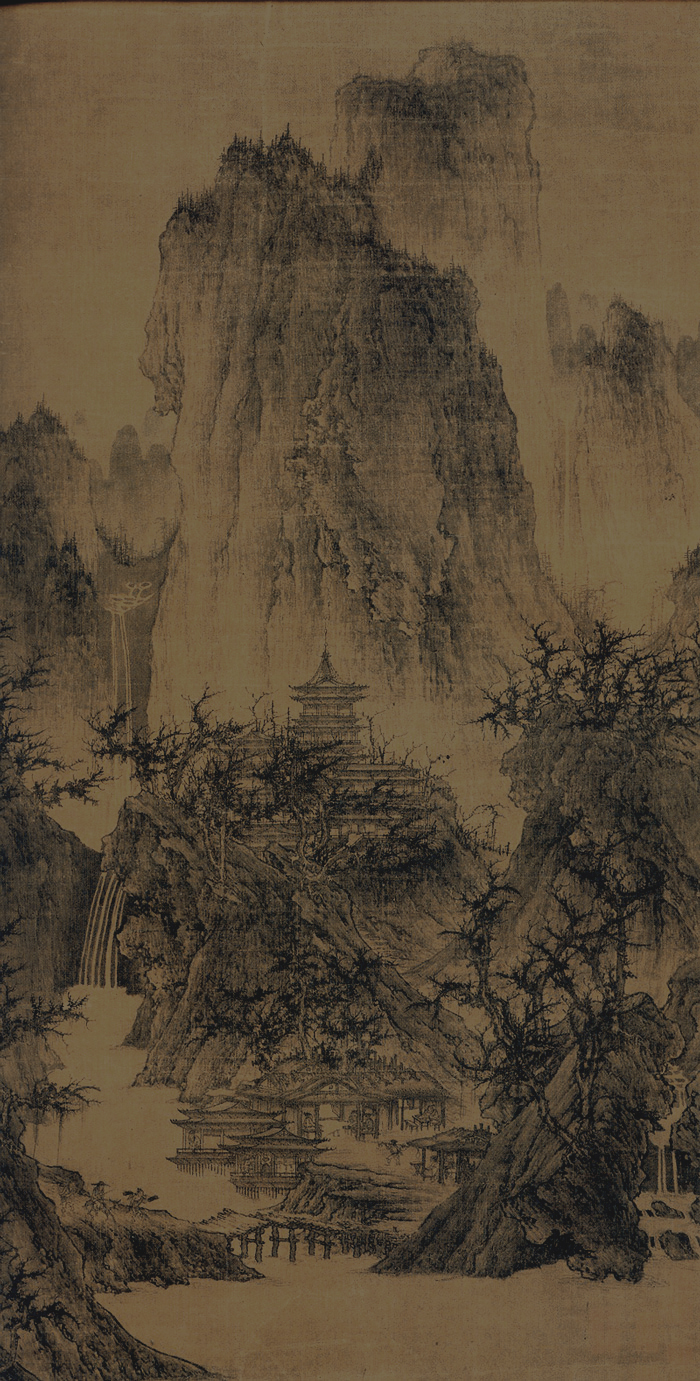
Un temple solitaire parmi les pics clairs. Li Cheng vers 960. Encre sur soie.. Musée d'art Nelson-Atkins, Kansas City

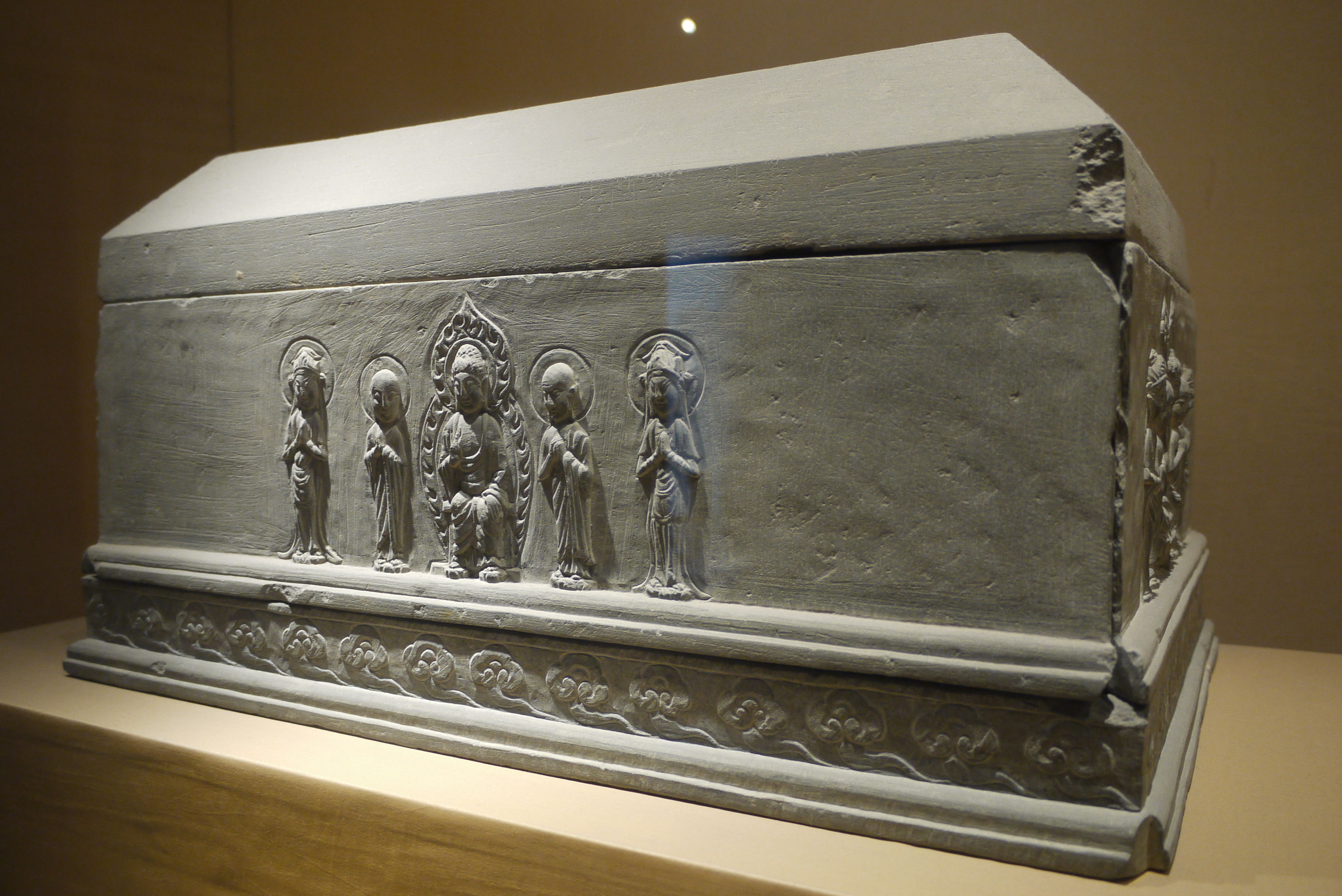
Coffre en pierre, période des cinq dynasties (907-960), Chine, Musée de Suzhou.

### Dynastie Tang postérieurs
Durant la dynastie Tang, des seigneurs de guerre rivaux déclarent l'indépendance de leur province, dont certaines ne sont pas reconnues par l'autorité de l'empereur. Li Cunxu et Liu Shouguang (劉守光) combattent férocement les forces du régime pour conquérir la Chine du Nord. Le premier arrive à ses fins. Le second proclame l'État de Yan en 911. Il est ensuite battu par Li Cunxu en 914, qui se proclame empereur en 923. En quelques mois, il fait tomber le régime des Liang postérieurs. Commence alors la dynastie Tang postérieurs, la première d'une longue série de dynasties de conquête. Après avoir réunifié une grande partie de la Chine du Nord, Cunxu conquiert les Shu antérieurs en 925, un régime qui règne sur le Sichuan.

### Dynastie Jin postérieurs
La dynastie Tang postérieurs connaît quelques années de calme avant des troubles. En 934, le Sichuan proclame son indépendance. En 936, Shi Jingtang, un jiedushi Shatuo de Taiyuan est soutenu par l'empire Khitan en Mandchourie dans une rébellion contre la dynastie en place. En retour de leur aide, Shi Jingtang promet un tribut annuel et 16 préfectures dans la région de Youyun (actuellement au Nord de la province du Hebei et de Pékin). La rébellion est un succès et Shi Jingtang devient empereur la même année.
Peu après la fondation de la dynastie Jin postérieurs, les Khitans considèrent l'empereur comme un dirigeant par procuration de la Chine historique. En 943, ils déclarent la guerre et en trois ans conquièrent la capitale Kaifeng, marquant ainsi la fin de la dynastie Jin postérieurs. Mais alors qu'ils ont conquis une grande partie de la Chine, les Khitans ne sont pas capables ou ne souhaitent pas contrôler ces régions et ils se retirent au début de l'année suivante.

### Dynastie Han postérieurs

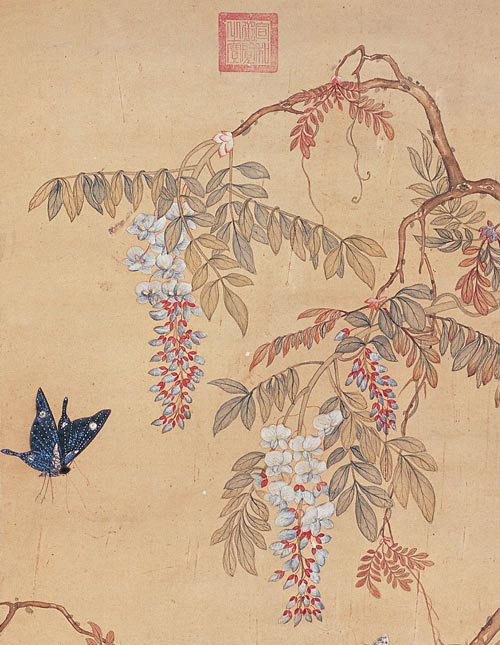
Papillon et fleurs Wisteria, par Xu Xi (886-975).

Pour remplir le vide de pouvoir, le jiedushi Liu Zhiyuan entre dans la capitale impériale en 947 et proclame la fondation de la dynastie Han postérieurs, établissant ainsi le troisième règne Shatuo successif. Cette dynastie est la plus courte des Cinq Dynasties. En 951, le général Guo Wei, un Chinois Han, fait un coup d'État. Il monte sur le trône et fonde la dynastie Zhou postérieurs. Toutefois, Liu Chong, un membre de la famille impériale des Han postérieurs, établit un régime rival des Han du Nord à Taiyuan et demande l'aide des Khitans pour battre les Zhou postérieurs.

### Dynastie Zhou postérieurs
Après la mort de Guo Wei en 951, son fils adoptif Chai Rong lui succède sur le trône. Il entame alors une politique d'expansion et de réunification. En 954, son armée défait les forces alliées des Khitans et des Han du Nord, atteignant ainsi les objectifs fixés par les Zhou postérieurs. Entre 956 et 958, les forces des Zhou postérieurs conquièrent les Tang du Sud, le régime le plus puissant de la Chine du Sud, qui lui cède tous ses territoires au nord du Yangzi Jiang. En 959, Chai Rong attaque l'empire Khitan dans une tentative de reconquête des territoires cédés durant la dynastie Jin postérieurs. Après plusieurs victoires, il succombe de maladie.
En 960, le général Zhao Kuangyin organise un coup d'État et monte sur le trône, fondant la dynastie des Song du Nord. Il s'agit de la fin non officielle de la période des Cinq Dynasties et des Dix Royaumes. Pendant les deux décennies qui suivent, Zhao Kuangyin et son successeur Zhao Kuangyi battent les régimes restants en Chine historique, conquérant les Han du Nord en 979 et réunifiant complètement la Chine en 982.

### Han du Nord
Bien que considéré comme un des dix royaumes, les Han du Nord sont basés sur le bastion Shatuo du Shanxi. Il est créé après la chute de la troisième dynastie Shatuo, au profit de la dynastie Zhou postérieurs en 951. Avec la protection de la dynastie Liao, les Han du Nord maintiennent leur indépendance jusqu'à ce que la dynastie Song les arrache aux Khitan en 979.

## Chine du Sud: Les Dix Royaumes
Contrairement aux dynasties en Chine du Nord qui se succèdent rapidement, les régimes de la Chine du Sud sont généralement concurrents, chacun contrôlant une zone géographique spécifique. Ces régimes sont connus sous le nom des Dix Royaumes.

### Wu
Le royaume de Wu (907-937) est établi dans les provinces actuelles du Jiangsu, Anhui et Jiangxi. Il est fondé par Yang Xingmi, qui était devenu gouverneur militaire de la dynastie Tang en 892. La capitale est dans un premier temps Guangling (Yangzhou), avant de déménager à Jinling (Nankin). Le royaume chute en 937 lorsqu'il est absorbé par la dynastie Tang du Sud.

### Wuyue
Le royaume de Wuyue (907–978) est le plus long et parmi les plus puissants des États du Sud. Il est connu pour son savoir et sa culture. Il est fondé par Qian Liu, qui installe sa capitale à Xifu (Hangzhou). Il s'étend principalement sur l'actuelle province du Zhejiang mais également sur certains territoires septentrionaux du Jiangsu. Qian Liu est nommé Prince de Yue par l'empereur Tang en 902. Il reçoit en plus le titre de Prince de Wu en 904. Après la chute de la dynastie Tang en 907, il s'auto-déclare Roi de Wuyue. Son État survit jusqu'à la 18e année de la dynastie Song, lorsque Qian Shu se rend à la dynastie en pleine expansion.

### Min
Le royaume de Min (909–945) est fondé par Wang Shenzi, qui se donne lui-même le titre de Prince de Min. Sa capitale est établie à Changle (Fuzhou). Un des fils de Shenzhi proclame l'indépendance de l'État de Yin au nord-est des territoires Min. Les Tang du Sud s'emparent de ces territoires après la demande à l'aide des Min. Malgré sa déclaration de loyauté envers le voisin Wuyue, les Tang du Sud finissent la conquête de Min en 945.

### Han du Sud
Les Han du Sud (917–971) sont fondés à Guangzhou par Liu Yan. Son frère, Liu Yin, a été nommé gouverneur régional par les Tang. Le royaume inclut Guangdong, Guanxi, Hanoï (Vietnam) et l'île de Hainan.

### Chu
Le royaume de Chu (907–951) est fondé par Ma Yin et a pour capitale Changsha. Il s'étend sur le Hunan et le nord-est du Guangxi. Ma est nommé gouverneur régional militaire par la cour des Tang en 896. Il s'autoproclame Prince de Chu à la chute de la dynastie Tang en 907. Le statut de Prince de Chu est ensuite confirmé par la dynastie Tang postérieurs en 927. Les Tang du Sud absorbent l'État de Chu en 951 et déplacent la famille royale dans sa propre capitale, Nankin. La domination des Tang du Sud sur cette région reste temporaire. L'année suivante, d'anciens officiels militaires de Chu sous la direction de Lui Yan capturent le territoire. Dans les années de déclin de la période des Cinq Dynasties et des Dix Royaumes, la région est diriges par Zhou Xingfeng.

### Han du Nord
Les Han du Nord sont fondés par Liu Min (劉旻), précédemment connu sous le nom de Liu Chong (劉崇). L'État dure de 951 à 979. Sa capitale est Taiyuan.

### Jingnan (ou Nanping)
Le plus petit des États du Sud, Jingnan (924-963) est fondé par Gao Jichang. Il s'étend sur Jiangling et sur deux autres districts de Wuhan dans le Hubei. Gao était au service de la dynastie des Liang postérieurs. Ses successeurs s'attribuent le titre de Roi de Nanping après la chute des Liang postérieurs en 924. Jingnan est un petit État faible. Il tente donc de garder de bonnes relations avec chacune des Cinq dynasties. Le royaume s'éteint après avoir été battu par les armées de la dynastie Song en 963.

### Shu antérieurs
Le Royaume de Shu (907–925) est fondé après la chute de la dynastie Tang par Wang Jian, qui établit sa cour à Chengdu. Le royaume s'étend sur la plupart du territoire de la province actuelle du Sichuan et sur des parties septentrionales du Gansu et du Shaanxi. Wang est nommé gouverneur militaire du Sichuan occidental par les Tang en 891. Le royaume tombe lorsque son fils incompétent se rend à la dynastie des Tang postérieurs en 925.

### Shu postérieurs
Les Shu postérieurs (935–965) constituent essentiellement une résurrection du précédent État des Shu antérieurs, une décennie avant la dynastie des Tang postérieurs. Parce que les Tang postérieurs sont sur le déclin, Meng Zhixiang trouve une opportunité pour imposer à nouveau l'indépendance de Shu. Comme sous les Shu antérieurs, la capitale est établie à Chengdu et l'État contrôle sensiblement le même territoire que son prédécesseur. Le royaume est bien dirigé avant de succomber à la force des armées de la dynastie des Song du Nord en 965.

### Tang du Sud

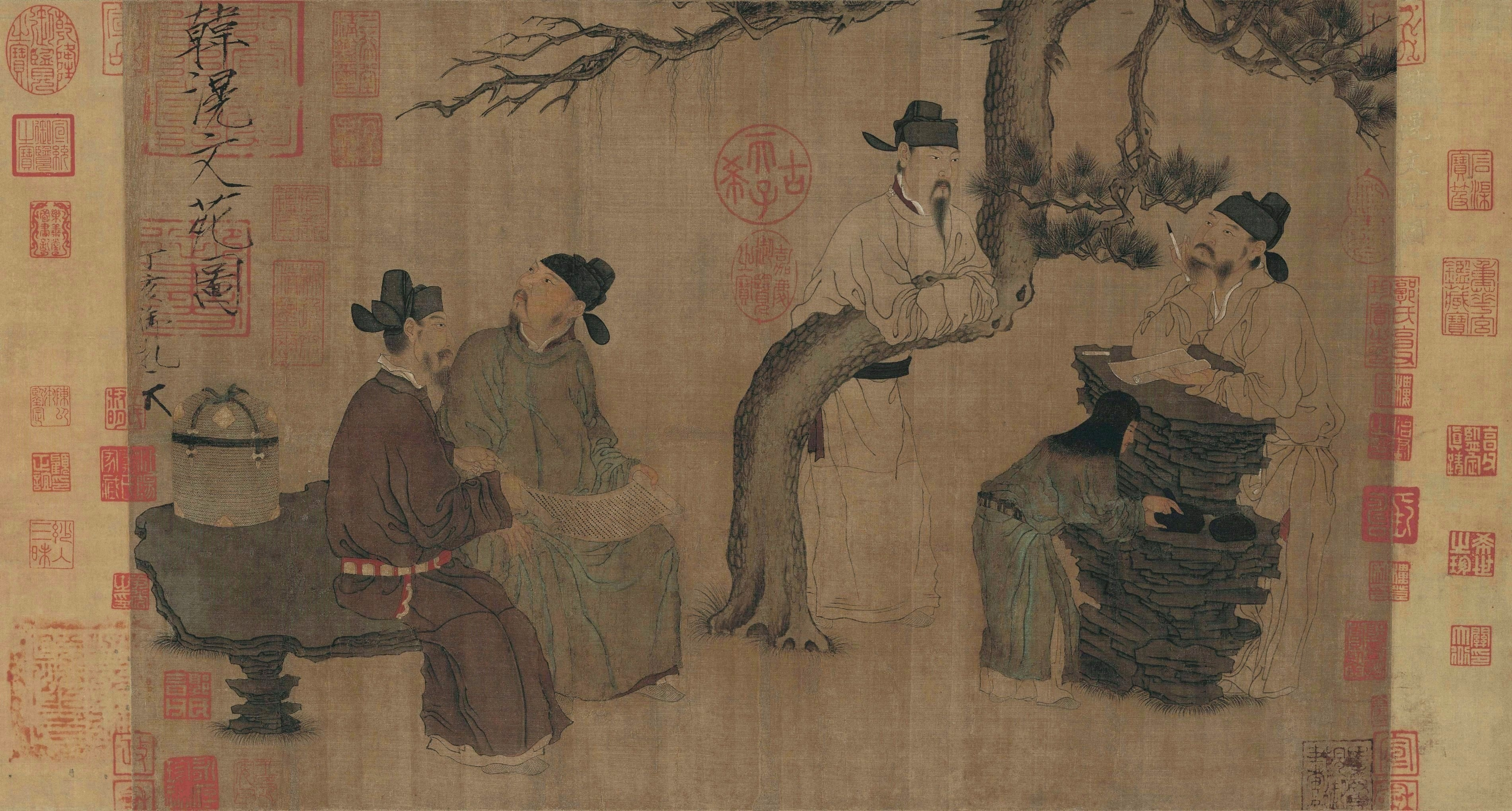
Un Jardin littéraire, par Zhou Wenju, Tang du Sud.

Les Tang du Sud (937-975) sont les successeurs de l'État de Wu, lorsque Li Bian (empereur Liezu) prend le pouvoir en 937. Élargissant son territoire originel, il englobe les royaumes de Yin, Min et Chu. À son apogée, le royaume contient le sud de l'Anhui, du Jiangsu, la plupart du Jiangxi, du Hunan, et l'est du Hubei. Il devient subordonné à la dynastie Song en 961 et est complètement envahi en 975.

### Transitions entre les royaumes
Bien que plus stable que la Chine du Nord, la Chine du Sud est également déchirée par les guerres. Le royaume de Wu se querelle avec ses voisins, une tendance qui perdure lorsqu'il est remplacé par les Tang du Sud. Dans les années 940, les royaumes de Min et Chu subissent des crises internes qui profitent aux Tang du Sud. Les deux royaumes sont respectivement détruits en 945 et 951. Des restes des deux royaumes subsistent toutefois sous les formes du Qingyuan Jiedushi et du Wuping Jiedushi pendant les années qui suivent. Avec sa position, les Tang du Sud deviennent incontestablement le régime le plus puissant de la Chine du Sud. Toutefois, il est incapable de résister aux incursions des Zhou postérieurs entre 956 et 958 et finit par céder toutes ses terres au nord du Yangzi Jiang.
La dynastie des Song du Nord, établie en 960, est déterminée à réunifier la Chine. Jingnan et Wuping sont balayés en 963, les Shu postérieurs en 965, les Han du Sud en 971 et les Tang du Sud en 975. Finalement, Wuyue et Qingyuan cèdent leurs territoires aux Song en 978, laissant ainsi toute la Chine du Sud aux mains du gouvernement central.
Comme lors des autres périodes de fragmentation de la Chine, la période des Cinq Dynasties et des Dix Royaumes a entraîné une division du pays entre le nord et le sud. La plus grande stabilité des Dix Royaumes, en particulier la longévité du Wuyue et des Han du Sud, a contribué au développement d'identités régionales distinctes en Chine. Ces distinction a été renforcée par l'Ancienne Histoire et la Nouvelle histoire des Cinq dynasties. Écrites du point de vue du Nord, ces deux chroniques ont organisé l'histoire de la période autour des Cinq Dynasties (le Nord), et présentent les Dix Royaumes (le Sud) comme illégitimes, égoïstes et trop indulgents.

## Culture
La période des Cinq Dynasties et des Dix Royaumes marque une rupture par rapport à l’atmosphère et la culture cosmopolite de la dynastie Tang et apparaît comme une transition vers la culture plus "nationale" de la dynastie Song. Globalement, cette période est plus marquée par une croissance culturelle et économique que par un quelconque déclin.
Bien que courte, cette période a vu la naissance d'innovations culturelles dans différents domaines. La poterie a vu l'apparition de "céramiques blanches". Dans le domaine de la peinture se développe le courant des «paysages variés» de la Chine, qui s'inspire du taoïsme. Ce courant pictural souligne le caractère sacré des montagnes, qui sont vues comme des lieux situés entre le ciel et la terre, et décrit la nature comme une source d'harmonie.